# Vlača
Vlača je obec na Slovensku v okrese Vranov nad Topľou ležící na jižním okraji Nízkých Beskyd v údolí řeky Topľa. Žije zde 226 obyvatel.
První písemná zmínka o obci pochází z roku 1349. Nachází se zde řeckokatolický chrám Ochrany Přesvaté Bohorodičky z roku 1908.